# Presidente de la Polinesia Francesa
El Presidente de la Polinesia Francesa es el jefe del Gobierno de la Polinesia Francesa del que representa y dirige su política.
Sus atribuciones se rigen por la sección 1 del capítulo, título IV de la ley orgánica n.º 2004-192 modificada, el 27 de febrero de 2004, en relación con el estado de autonomía de esta colectividad de ultramar de la República Francesa. Es elegido por la mayoría de la Asamblea de la Polinesia Francesa, después de la renovación de este último o después del voto de una moción de censura o despido. Para remediar esta inestabilidad crónica, la ley orgánica n.º 2011-918 del 1 de agosto de 2011 establecida con el objetivo de garantizar la estabilidad institucional, define una primera mayoría otorgada a la lista que llegó primero. En el caso de despido, impedimento, renuncia o muerte, es el Vicepresidente de la Polinesia Francesa quien lo sucede actuando como interino hasta la elección de un nuevo presidente.
El actual presidente de la Polinesia Francesa, elegido para este puesto, es Moetai Brotherson desde el 12 de mayo de 2023.

## Historia
El estatuto de 1977 otorga autonomía de gestión territorial; siguiendo las nuevas leyes Defferre de 1982, se modificó en 1984 y, por lo tanto, podemos hablar de autonomía interna. Esto es especialmente cuando el Consejo de Gobierno, compuesto de consejeros, se convierte en un gobierno formado por Ministros, el director tiene el título de presidente del Gobierno de la Polinesia Francesa.
A partir de 2004, la autonomía de la Polinesia ha alcanzado un nuevo nivel con la posibilidad de negociar acuerdos directos con estados extranjeros u organizaciones internacionales, no solo con los de la zona del Pacífico. Como tal, el presidente del Gobierno de la Polinesia Francesa se convirtió en "el presidente de la Polinesia Francesa" y se escoge entre las filas de la Asamblea de la Polinesia Francesa, de acuerdo con artículo 69 del estado.
De 2004 a 2013, 13 gobiernos se sucedieron debido a una gran inestabilidad política que afectó a la Polinesia Francesa. La posición es disputada por tres hombres que dirigen la escena política local: Gaston Flosse de Tahoera'a Huiraatira, Tong Sang de To tatou Ai'a y Oscar Temaru de Tavini Huiraatira. Ninguno de ellos puede garantizar un mandato completo y muchas cuestiones de desconfianza son aplicados por la Asamblea de la Polinesia Francesa según la mayoría de los escaños de los partidos políticos.
Sin embargo, el 5 de septiembre de 2014, pierde todas sus oficinas locales, el Presidente de la República Francesa se negó a perdonarlo en un caso de empleos ficticios por la que en particular fue condenado a tres años de inhabilitación. Por lo tanto, es elegido presidente de la Polinesia Francesa, el 12 de septiembre de 2014 Édouard Fritch por 46 votos contra 10. Esta decisión del tribunal estaba programada para 2013: Édouard Fritch, su ex yerno apodado "delfín", lo sucedería en caso de ser inelegible posteriormente.
Sin embargo, una lucha de poder rápidamente se establece entre Gaston Flosse y su ex yerno y sucesor. Este deja a la Tahoera'a Huiraatira y funda su propio partido político, el Tapura Huiraatira 20 de febrero de 2016, inclinando la mayoría en la Asamblea en su favor, pero no logra establecer una mayoría absoluta.

## Elección del Presidente
La primera institución de la colectividad de ultramar, el presidente de la Polinesia Francesa es elegida por los representantes de la Asamblea de la Polinesia Francesa entre sus miembros. Es elegido por un período de 5 años, renovable. La elección tiene lugar dentro de los 15 días de la apertura de la primera sesión de la Asamblea de la Polinesia Francesa. Esta elección se lleva a cabo con voto secreto y está sujeto a condiciones específicas:
- Presentación de solicitudes;

Para la primera vuelta, las candidaturas se presentarán al Presidente de la Asamblea de la Polinesia Francesa a más tardar el día antes de la votación. En caso de segunda vuelta, pueden enviarse nuevas solicitudes. Deberán entregarse al Presidente de la Asamblea de la Polinesia Francesa a más tardar tres horas antes de la apertura de la segunda votación.
- Condiciones de quorum;

La Asamblea de la Polinesia Francesa elige al Presidente de la Polinesia Francesa a condición de que 3/5 de los representantes estén presentes. De lo contrario, la Asamblea de la Polinesia Francesa debe reunirse tres días después, el domingo y los feriados no incluidos, independientemente de la cantidad de representantes presentes.
- Mayoría absoluta de los miembros o la mayoría absoluta de los votos emitidos;

Si, después de dos rondas de votación, ningún candidato obtiene la mayoría absoluta de los miembros de la asamblea, se realizará una tercera votación y la elección se realizará por mayoría absoluta de los votos emitidos. El voto es personal.
Hay diferentes razones para la elección de un nuevo presidente de la Polinesia Francesa.
- Adopción de una moción de censura o una moción de despido, muerte, renuncia voluntaria o de oficio, o incapacidad permanente. Si se da alguno de estos casos, es el Vicepresidente de la Polinesia Francesa es quien lo sucede actuando hasta la elección de un nuevo presidente.

## Competencias
El presidente de la Polinesia Francesa tiene sus propios poderes de los cuales tiene jurisdicción exclusiva. Su misión es:
- Representa a la colectividad de ultramar;
- Puede firmar convenios internacionales en el ámbito de competencia de la Polinesia francesa;
- Puede publicar en el "Diario Oficial de la Polinesia Francesa" los procedimientos de las diversas instituciones de la Polinesia Francesa;
- Puede nombrar a Ministros, determinar sus funciones y atribuciones, y decidir sobre la modificación de la composición de la composición del Gobierno;
- Puede convocar y presidir el Consejo de Ministros y establecer la agenda.

En sus relaciones con la Asamblea de la Polinesia Francesa, el presidente de la Polinesia Francesa debe ser informado sobre:
- La agenda del trabajo de la Asamblea de la Polinesia Francesa y sus comités legislativos;
- La dimisión de un representante;

El Presidente de la Polinesia Francesa es el destinatario de los actos adoptados por la asamblea y puede solicitar la reunión en sesión extraordinaria de la Asamblea de la Polinesia Francesa. En caso de que el Consejo de Estado haya encontrado que no se puede promulgar una ley del país puede solicitar una lectura adicional de la disposición concernida por la reunión. En sus relaciones con otras instituciones, consulta al Consejo Económico y Social Económico sobre los proyectos de ley del país de naturaleza económica o social. Es consultado por el Alto Comisionado en caso de elección parcial y en caso de Disolución de la asamblea. Como parte de sus poderes relacionados con el funcionamiento de la administración, el presidente de la Polinesia:
- Dirige la organización territorial;
- Puede tomar actos regulatorios o no regulatorios;
- Tiene un poder de nominación;
- Está autorizando a organizar el presupuesto público, y este poder puede ser delegado;
- Ejerce poderes consultivos: consulta al colegio de expertos en cuestiones de tierras, consulta a la jurisdicción administrativa;
- Es consultado por el Alto Comisionado sobre la situación de ciertos funcionarios;
- Puede concluir acuerdos con los municipios y con el Estado Central;
- Puede promulgar leyes del país;
- Es informado por el Alto Comisionado de la intervención de ciertas medidas (aplicación de la ley, proclamación del estado de emergencia,arresto y expulsión de extranjeros);
- Se asocia con ciertas medidas adoptadas por el Alto Comisionado en relación con la seguridad civil;
- Tiene la obligación de transmitir ciertos actos al alto comisionado (acto relacionado con la implementación del referéndum, actos que caen bajo el control de la legalidad);
- También debe transmitir al Ministerio de los Territorios de Ultramar los actos que entran dentro del alcance del Artículo 31 de la Ley Orgánica Estatutaria;
- Preside con el Alto Comisionado el Comité de Finanzas Locales que gestiona el fondo intercomunal de Equidad territorial;
- Certifica la aplicabilidad de sus actos;
- Tiene varios poderes sobre las políticas exteriores (puede adoptar ciertos actos y ejercer poderes diplomáticos), negociar la apertura de representaciones del país y proceder a la designación de representantes);
- Puede ejercer las facultades que le delegue el Consejo de Ministros, de conformidad con el Artículo 92 de la Ley Orgánica Estatutaria.

### Presidentes
- Presidencia más larga: Gaston Flosse
- Presidencia más corta: Gaston Tong Sang
- Presidente que ha vivido más tiempo: Gaston Flosse
- Presidente que ha vivido el menor tiempo: Gaston Tong Sang
- Presidente más longevo al final de su mandato: Gaston Flosse
- Presidente más longevo al comienzo del primer término: Gaston Flosse
- Presidente que ejerció dos períodos completos: Edward Fritch
- Expresidentes aún vivos:
  - Gaston Flosse
  - Jacques Teuira
  - Oscar Temaru
  - Gaston Tong Sang
  - Édouard Fritch

## Residencia

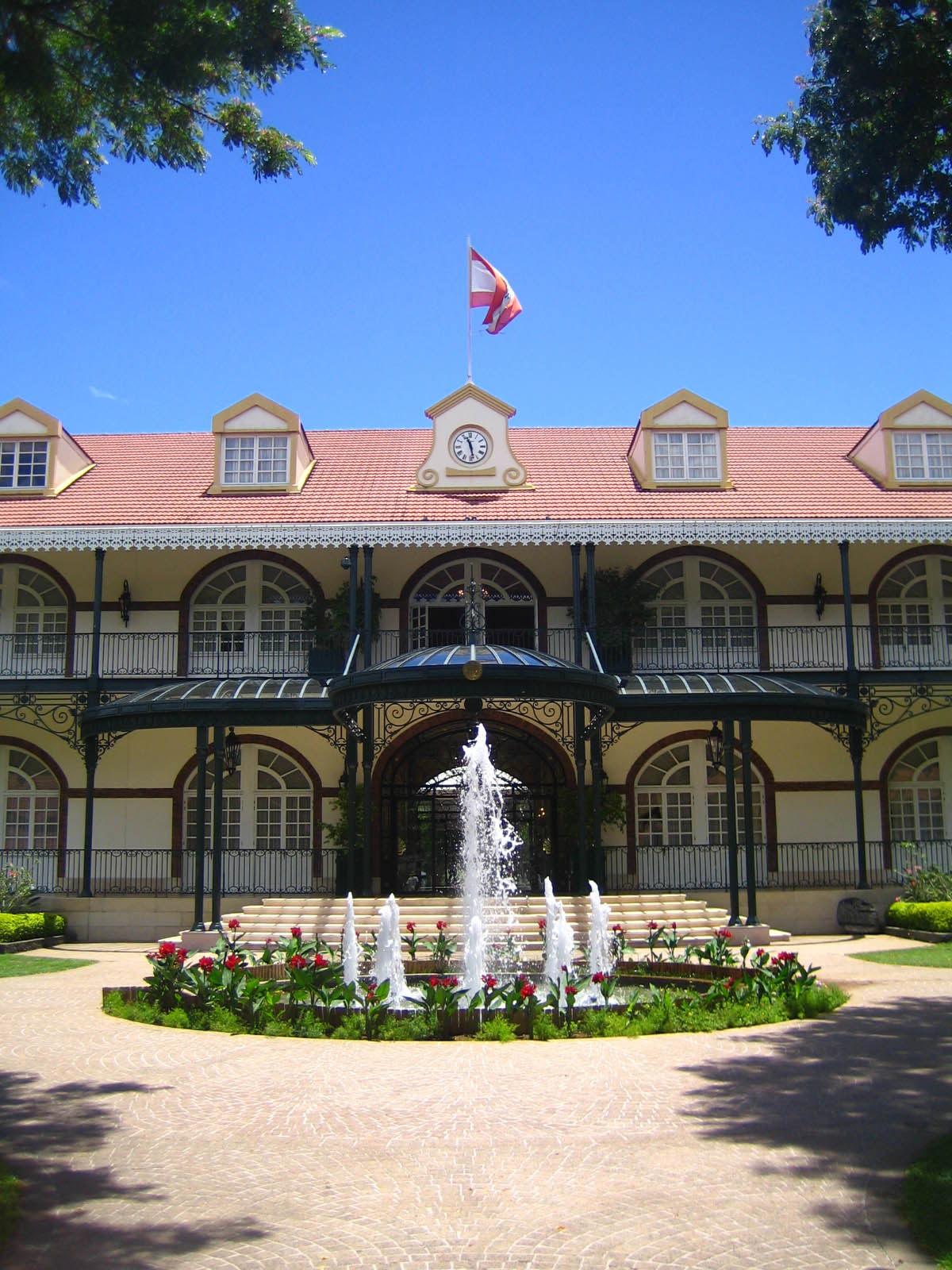
Antiguo cuartel Broche

El palacio presidencial está ubicado en el antiguo cuartel Broche, ubicado en Pouvanaa-a-Oopa Avenue en Papeete, un edificio construido por la administración colonial entre 1885 y 1890. Fue un cuartel militar hasta 1905 y de 1921 a 1996.
En 1996, Gaston Flosse lanzó la restauración y el rediseño del cuartel para instalar las oficinas y locales de la presidencia de la Polinesia Francesa. Estos se inauguran el 28 de junio de 2000.

## Estatus
El presidente de la Polinesia Francesa recibe una asignación mensual. El monto de esta asignación mensual se limita al salario correspondiente al índice 760 de la función pública de la Polinesia Francesa. Esta asignación mensual debe cumplir con las reglas de acumulación con otras asignaciones o remuneración pública. También recibe una asignación anual para gastos de entretenimiento y reembolso de gastos de transporte y misión. El Presidente también tiene derecho a un automóvil con conductor. Al no tener un avión personal, viaja en primera clase cuando viaja fuera de la Polinesia Francesa en un vuelo comercial regular. El presidente tiene barcos de la administración de Tahití Nui.
Además, el presidente de Polinesia debe presentar una declaración patrimonial, en aplicación de la legislación relativa a la transparencia financiera de la vida política. La Polinesia Francesa es civilmente responsable de los accidentes sufridos por el presidente.

### Remuneración
- Presidente de la Polinesia Francesa: 6336,96 € (756 200 Francos CFP), más 1336,87 € gastos de entretenimiento (159 531 Francos CFP)

## Organización de la Presidencia
El presidente de la Polinesia Francesa, al igual que los miembros del gobierno, tiene un gabinete compuesto por:
- Un director de gabinete
- Un subdirector de personal
- Un director de gabinete secundario (chef de cabinet)
- Asesores especiales o técnicos
- Gerentes de misión

Algunos Consejeros pueden no confiar en el Jefe de Gabinete e informar directamente al Presidente de la Polinesia Francesa. Los miembros del gabinete son políticamente cercanos al presidente y se eligen a título personal. Son nombrados y reemplazados libremente por el presidente. Sus mandatos políticos terminan al mismo tiempo que los del Presidente.

### Servicios de la Presidencia
Como cualquier miembro del gobierno, el presidente tiene servicios administrativos (no tiene personalidad jurídica, estos servicios están "gobernados") trabajando en sectores que están vinculados a él. En principio, todos los servicios están vinculados al presidente, pero en realidad la mayoría de ellos están, por delegación de poder, adscritos a los ministerios.
Ciertos servicios son lógicos y en ocasiones obligatorios, como el servicio de las relaciones internacionales, bajo la autoridad del presidente, como es el caso, por ejemplo:
- La Inspección General de Administración Territorial;
- La secretaría general del gobierno;
- El servicio de protocolo;
- El jefe del Protocolo;
- El servicio de recepción.

Se le añaden otros servicios como podría ser a otro miembro del gobierno.